# Zamieszki w Watts

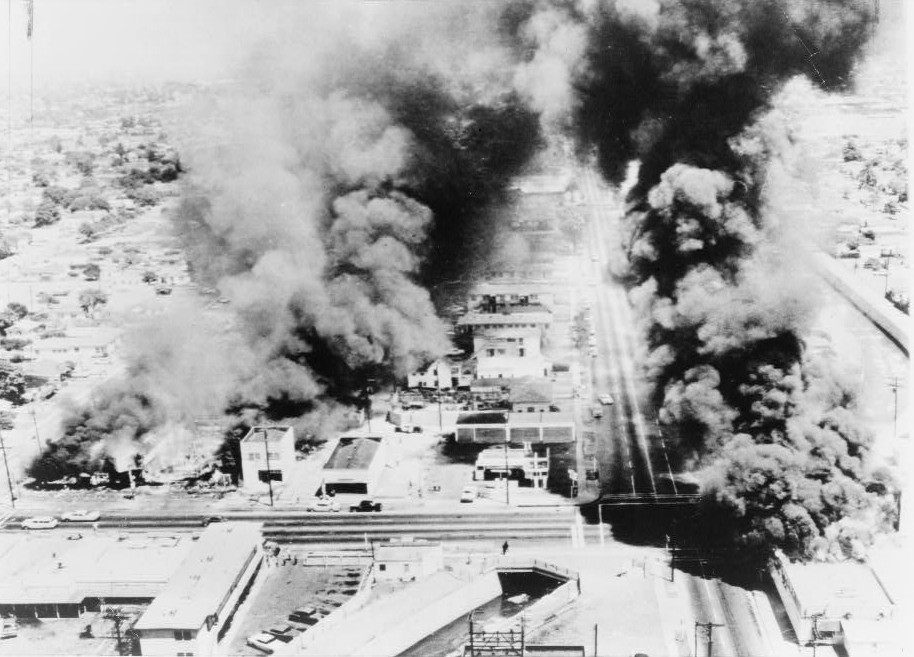
Płonące budynki podczas zamieszek

Zamieszki w Watts – miały miejsce w sierpniu 1965 roku w dzielnicy Watts miasta Los Angeles. Trwały z dużym natężeniem przez 5 dni. 34 osoby zginęły, było 2032 rannych, aresztowano 3952 osoby. Były najpoważniejszymi zaburzeniami w Los Angeles do czasu "powstania Rodneya Kinga" w 1992 roku. W 1965 roku przyczyną były liczne przypadki brutalności ze strony policji i innego rodzaju niesprawiedliwość rasowa, jaką cierpieli czarnoskórzy mieszkańcy Los Angeles, np. dyskryminacja w pracy i w sferze mieszkaniowej.